# Travis Meyer
Travis Meyer (Viveash, 8 giugno 1989) è un ex ciclista su strada ed ex pistard australiano, professionista dal 2010 al 2016.

## Biografia
È il fratello di Cameron Meyer, a sua volta ciclista.

## Palmarès

### Strada
- 2008 (Southaustralia.com-AIS, quattro vittorie)

3ª tappa Tour of Wellington (Masterton > Admiral Hill)
7ª tappa Tour of Wellington (Wellington > Admiral Hill)
Classifica generale Tour of Wellington
Classifica generale Tour de Berlin
- 2010 (Garmin-Transitions, una vittoria)

Campionati australiani, Prova in linea Elite

#### Altri successi
- 2008 (Southaustralia.com-AIS)

Classifica giovani Tour de Berlin

### Pista
- 2006

Campionati australiani, Inseguimento a squadre Junior (con Cameron Meyer, Duane Johansen e Douglas Repacholi)
Campionati australiani, Americana Junior (con Cameron Meyer)
Campionati del mondo, Americana Junior (con Cameron Meyer)
Campionati del mondo, Inseguimento a squadre Junior (con Jack Bobridge, Leigh Howard e Cameron Meyer)
- 2007

Campionati del mondo, Inseguimento individuale Junior
Campionati del mondo, Inseguimento a squadre Junior (con Jack Bobridge, Leigh Howard e Glenn O'Shea)
Campionati del mondo, Scratch Junior
Campionati oceaniani, Inseguimento a squadre (con Mark Jamieson, Cameron Meyer e Phillip Thuaux)
- 2009

Campionati australiani, Inseguimento a squadre (con Luke Durbridge, Michael Freiberg e Cameron Meyer)

## Piazzamenti

### Grandi Giri
- Vuelta a España

2012: 165º

### Classiche monumento
- Liegi-Bastogne-Liegi

2012: ritirato
2013: 112º

### Competizioni mondiali
- Campionati del mondo su pista

Gand 2006 - Corsa a punti Junior: 3º
Gand 2006 - Americana Junior: vincitore
Gand 2006 - Inseguimento a squadre Junior: vincitore
Aguascalientes 2007 - Inseguimento individuale Junior: vincitore
Aguascalientes 2007 - Inseguimento a squadre Junior: vincitore
Aguascalientes 2007 - Scratch Junior: vincitore
Pruszków 2009 - Scratch: 4º
Pruszków 2009 - Velocità: 30º
Copenaghen 2010 - Scratch: 19º
- Campionati del mondo su strada

Aguascalientes 2007 - In linea Junior: 10º
Varese 2008 - Cronometro Under-23: 19º
Varese 2008 - In linea Under-23: 32º
Mendrisio 2009 - Cronometro Under-23: 17º